# The Captain of Her Heart
The Captain of Her Heart ist ein Lied des Schweizer Pop-Duos Double aus dem Jahr 1985. Die beiden Mitglieder Felix Haug und Kurt Maloo schrieben und produzierten das Lied selbst. Das Mastering übernahm Rico Sonderegger.

## Hintergrund und Geschichte
Der Sound von The Captain of Her Heart ist durch ein leichtes Piano-Riff geprägt. Dazu kommen der schüchtern wirkende Gesang von Kurt Maloo und ein Sopransaxophon-Solo von Christian Ostermeier, das mit dem Saxophon-Part in Gerry Raffertys Baker Street verglichen wurde. Produziert wurde der Song im Can-Studio in Weilerswist.
Das Lied befindet sich auf dem 1985er Album Blue. Als Single-Auskopplung entwickelte sich der Song zum internationalen Hit und erreichte in Deutschland und England Top-10-, in Österreich, der Schweiz und den USA Top-20-Status.
Am 30. November 1985 führte das Duo den Song bei Peters Pop Show vor einem internationalen Publikum auf.

## Coverversionen (Auswahl)
- 1993: Koto
- 1996: Roland Kaiser – Und trotzdem ist mir kalt
- 1997: Wyclef Jean feat. Refugee Allstars – To All the Girls
- 1998: Randy Crawford
- 2006: Laurent Voulzy
- 2013: Valérie Sajdik